# اسم قلمي
الاسم القلميّ هو الاسم الذي يستخدمه المؤلف في مؤلفاته بدلًا من اسمه الحقيقي. مثلًا، فولتير هو الاسم القلمي لفرانسوا ماري أرويه وياسمينة خضراء هو الاسم القلمي لمحمد مولسهول.
في الشعر الفارسي والأتراكي والأردي، الاسم القلمي معروف باسم "تخلص" ويستخدم هذا الاسم في آخر بيت من القصيدة.